# Budvanská riviéra

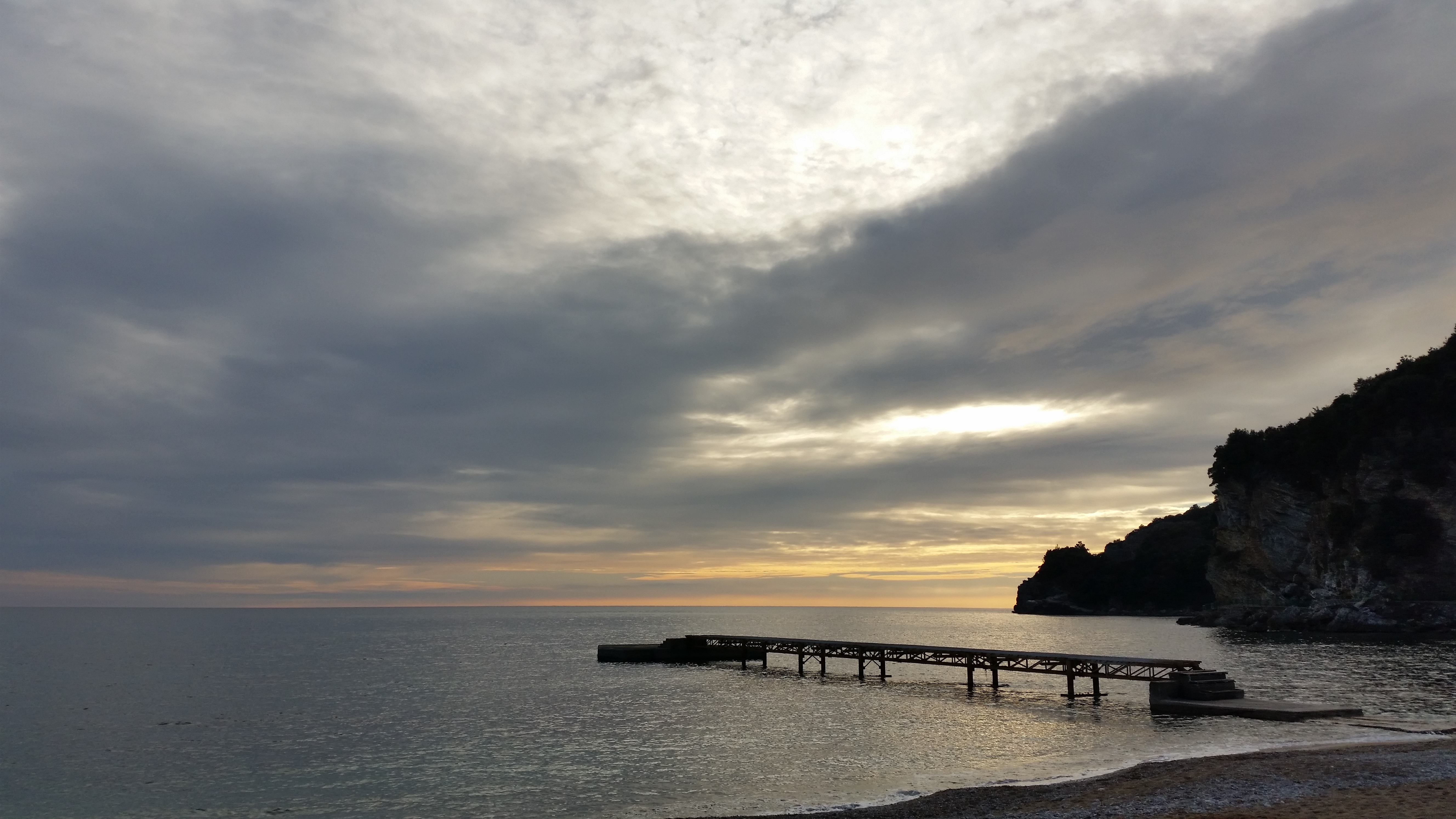
Jedna z pláží.

Budvanská riviéra (srbsky Будванска ривијера) se nachází na pobřeží Jaderského moře v blízkosti Budvy, podle níž nese svůj název. Její délka činí 25 km. 
Je typická pro středomořské podnebí s mírnými ale deštivými zimami a dlouhými teplými léty. Podél riviéry se nachází 17 menších a větších písečných pláží, začínajících od pláže Jaz na severu až po pláž Buljarica na jihu a bývají někdy považovány za nejlepší pláže jaderského pobřeží. Početné zálivy, pláže ostrovy a nedaleké hory (včetně masivu Lovćen) přitahují pravidelně velké množství turistů. V posledních letech zde byly postaveny početné hotely a soukromé apartmány, které odpovídají potřebným standardům a zajišťují značnou část příjmů z černohorské turistiky. Díky tomu se z Budvy stala hlavní destinace turistiky v zemi. 
Na Budvanské riviéře se nachází celkem čtyřicet sídel, kde je intenzivní turistika. Kromě samotného města Budvy se jedná o Boreti, Bečići, Sveti Stefan, Buljarice, Petrovac na moru, Miločer, Prčno ostrov Sveti Nikola apod.